# CRB 아인 투르크
CRB 아인 투르크(CRB Ain Turk), 간단히 CRBAT는 아인 엘 투르크에 연고를 둔 알제리 리그 내셔널 두 풋볼 아마추어 소속 축구 클럽이다.